# Tykskulpet brøndkarse
Tykskulpet brøndkarse (Nasturtium officinale) eller bare brøndkarse forhandles frisk og man anvender de helt unge skud inden de går i blomst. Brøndkarse smager let krydret og en anelse pikant. Man kan anvende brøndkarse i forskellige salater, fiske- og skaldyrsretter, supper og til garnering af kød. Krydderurten bliver ofte også brugt til pynt på smørrebrød, på varme retter og på den færdige suppe.
SynonymRorippa nasturtium-aquatica

## Dyrkning
Brøndkarse kan dyrkes i fordybninger i haven eller i lukkede beholdere, hvor der er konstant fugtigt. Lidt skygge gør ingenting. Brøndkarse har en krybende vækst og sætter nye rødder på stænglerne efterhånden som den breder sig. I milde vintre overvintrer den.